# Linia Curzon

Linia Curzon „B” – propunerea din 1919 (albastru deschis); Linia Curzon „A” – propunerea sovietică din 1940 (albastru închis); Teritoriile germane cedate Poloniei după război (roz); Teritoriile poloneze cedate URSS după război (gri).

Linia Curzon a fost o linie de demarcație propusă la sfârșitul Primului Război Mondial  de către Consiliul Suprem Aliat între A doua Republică Poloneză și Rusia Bolșevică. Această linie trebuie să reprezinte baza de discuție pentru trasarea frontierei dintre cele două state. La sfârșitul primei conflagrații mondiale, a izbucnit Revoluția Rusă din 1917 iar Imperiul Rus s-a prăbușit. Teritoriile fostului imperiu au fost devastate de Războiul Civil Rus. Mai multe țari, printre acestea și Polonia, s-au folosit de această ocazie pentru ca să-și declare independența. Ostilitățile între polonezi și bolșevici au izbucnit în momentul în care trupele lor, înaintând din direcții opuse în operațiuni de cucerire a controlului asupra teritoriilor Ober Ost din mâinile trupelor germane în retragere, s-au întâlnit în orașul Mastî.
Consiliul Suprem Aliat a însărcinat „Comisia pentru Problemele Poloneze” să schițeze un set de recomandări cu privire la granițele răsăritene ale Poloniei. Aliații au formulat de mai multe ori în timpul războiului propuneri cu privire la trasarea granițelor, cea mai importantă fiind nota ministrului de externe britanic  Lord Curzon of Kedleston trimisă guvernului sovietic. Taberele aflate în conflict au respins pe rând propunerile aliate atunci când situația militară le era favorabilă, iar notele Aliaților nu a jucat niciun rol în cadrul procesului de stabilire a graniței polono-sovietice în 1921. În schimb, Pacea de la Riga i-a asigurat Poloniei un câștig teritorial de aproximativ 13.500 km2 și o graniță situată 250 km mai la est față de propunerea lordului Curzon.
Linia Curzon se suprapunea cu aproximație pe granița stabilită între Regatul Prusiei și Imperiul Rus în 1797, după cea de-a treia împărțire a Poloniei, care era ultima graniță recunoscută de Regatul Unit. Linia Curzon urmărea în general o graniță etnică – regiunile de la vest de aceasta erau locuite de o majoritate absolută poloneză, în vreme ce regiunile din est erau locuite de ucraineni, belaruși, polonezi, evrei și lituanieni. Teritoriul ocupat în 1920 în nord-est, într-o regiune locuită în majoritate de lituanieni, a dus la apariția unui conflict mocnit între Polonia și Lituania.
Linia Curzon a avut două versiuni pentru zona de sud, A și B. Cele două versiuni difereau prin alocarea regiunii orașului Liov (Poloniei în cazul versiunii B).
Linia Curzon a fost un factor geopolitice în timpul celei de-a doua conflagrații mondiale, când Stalin a reușit să obțină recunoașterea ei drept graniță dintre Polonia și URSS. De-a lungul unei bune părți a războiului, până la Conferința de la Teheran, guvernul britanic nu a fost de acord ca viitoarea graniță estică a Poloniei să fie mutată spre vest pe Linia Curzon. Poziția lui Churchill s-a schimbat după victoria sovietică din Bătălia de la Kursk. După ajungerea la un acord verbal în timpul Conferinței de la Teheran, confirmată mai apoi în timpul Conferinței de la Ialta, cei trei mari - Roosevelt, Churchill și Stalin - au emis o declarație oficială prin care recunoșteau Linia Curzon, cu o abatare de 5 până la 8 km, drept granița estică a Poloniei cu URSS. Când Churchill a propus ca Polonia să primească o parte a Galiției răsăritene, inclusiv orașul Liov (conform variantei B), Stalin s-a opus, afirmând că Uniunea Sovietică nu este dispusă să accepte o suprafață mai mică decât ceea pe care guvernul britanic fusese de acord în mai  multe rânduri până atunci. Aranjamentele finale ale aliaților au implicat o anumită compensare teritorială pentru Polonia – incorporarea de către aceasta din urmă a unor regiuni care fuseseră controlate în perioada interbelică de Germania, așa-numitele Teritorii Recuperate. Astfel, în zilele noastre, granițele dintre Polonia, pe de-o parte, și Ucraina și Belarus, pe de altă parte, corespund cu oarecare aproximație Liniei Curzon.

## Istoric
La sfârșitul Primului Război Mondial, Aliații au fost de acord că reînființarea unui stat independent polonez trebuie realizată prin unirea teritoriilor care fuseseră parte ale fostelor imperii Rus, Austro-Ungar și German. Unul dintre cele 14 puncte ale Președintelui Statelor Unite ale Americii, Woodrow Wilson, prevedea crearea unui stat polonez independent, care să includă teritoriile locuite în majoritate de polonezi, care să asigure un acces liber și sigur la mare. Articolul 87 al Tratatului de la Versailles stipula ca frontierele Poloniei să nu fie stabilite cu ocazia semnării acestui acord, ci să fie determinate ulterior de Principalele Puteri Aliate și Asociate. În conformitate cu aceste declarații, Consiliul Suprem Aliat a însărcinat Comisia pentru Afaceri Poloneze să determine frontierele răsăritene ale Poloniei delimitând regiunile în care polonezii erau majoritari. Comisia și-a expus recomandările pe 22 aprilie. Frontiera propusă de această comisie era apropiată de granița Poloniei Congresului din secolul al XIX-lea.
Consiliul Suprem Aliat a continuat să dezbată problema granițelor Poloniei pentru mai multe luni. Pe 8 decembrie, Consiliul a publicat o hartă și o descriere a frontierei și a anunțat că recunoaște Poloniei dreptul să organizeze administrația civilă în teritoriile fostului Imperiu Rus situate la vest de granița așa cum fusese stipulată în document. În același timp, declarația afirma că sus-numitul Consiliu nu încerca să aducă atingere prevederilor care trebuiau în viitor să definească frontierele estice ale Poloniei și că drepturile Poloniei asupra teritoriilor de la vest de linia numită mai înainte sunt recunoscute ca inalienabile. Anunțul nu a avut un efect imediat, deși Polonia a fost anunțată cu privire la punctul de vedere al Aliaților în august 1919, punct de vedere pe care Varșovia l-a ignorat de altfel.
Armata poloneză a început marșul spre vest, cucerind Kievul în mai 1920. După acest succes a urmat o contraofensivă sovietică puternică, care l-a obligat pe premierul polonez Władysław Grabski să ceară sprijinul Aliaților occidentali în iulie. Presiunile politice și militare i-au obligat pe polonezi să accepte retragerea la vest de linia stabilită de aliați în 1919 și un armistițiu în Galița. Pe 11 iulie 1920, George Curzon a semnat o telegramă destinată guvernului bolșevic prin care propunea încetarea focului de-a lungul unei linii care avea să primească numele ministrului  britanic de externe.
Propunerile lui Curzon din iulie 1920 difereau de cele din decembrie 1919 prin două puncte semnificative. Nota din decembrie nu conținea nicio referință la Galiția, de vreme ce la acea vreme ea mai făcea încă parte din Imperiul Austro-Ungar și nu din cel Rus și nici la disputa polonezo-lituaniană asupra regiunii Vilnius, deoarece aceste frontiere erau demarcate la acele vremuri prin Linia Foch. Nota din iulie 1920 încerca să rezolve disputa polono-lituaniană prin menționarea unei linii de demarcație care se întindea de la Grodno la Vilnius (Wilno) și de acolo spre nord spre Daugavpils (Letonia). Tot acum a fost menționată și problema Galiției, unde erau discutate variantele Liniai A sau a Liniei B. Nota sublinia că este de preferat acceptarea Liniei A, care lăsa Liovul și regiunea înconjurătoare sub controlul bolșevicilor. Această linie nu corespundea liniei de încetare a focului în Galiția acceptată de Grabski și a devenit sursă de dispută.
Pe 17 iulie, sovieticii au respins nota, iar Gheorghi Cicerin, reprezentantul sovietelor, a justificat această poziție prin opoziția față de intereselor britanicilor față de semnarea unui tratat de pace care i-ar fi dezavantajat pe ruși. În același timp, demnitarul sovietic s-a arătat dispus să negocieze doar dacă Polonia cerea începerea tratativelor. În acele momente, sovieticii erau dispuși să acorde condiții mai bune polonezilor decât cele oferite celor din urmă de către ministrul Curzon. În august, polonezii au obținut o victorie răsunătoare împotriva sovieticilor în fața porților Varșoviei, iar bolșevicii au fost obligați să se retragă. În timpul contraofensivei care a urmat, guvernul polonez a declarat nul acordul semnat de Grabski cu privire la linia de încetarea focului pe motiv că aliații occidentali nu au asigurat nici un fel de protecție. Sovieticii au acceptat în timpul negocierilor de la Riga din 1921 existența unei frontiere mult mai la est de Linia Curzon. Polonia primea controlul asupra unei mari părți a guberniei Vilna, inclusiv a orașului Wilno (Vilnius), a Galiției Răsăritene, inclusiv a orașului Liov, și a celei mai mari părți a regiunii Volânia. Regiunile acestea aveau o suprafață de aproape 135.000 km2, iar noua frontieră era plasată la o distanță medie de 250 km est de Linia Curzon. Noua frontieră a fost recunoscută în 1923 de către Liga Națiunilor și confirmată de o serie de acorduri bilaterale polono-sovietice. În teritoriile anexate au fost organizate mai multe voievodate - Wołyń, Polesie și Wilno.
Atitudinea față de extinderea teritoriului național poate fi un criteriu de împărțire a politicienilor polonezi în două categorii: a celor care apărau restaurarea statului polonez pe baza fostelor teritorii ocupate în apus, pe de o parte, și a celor care erau apărătorii renașterii statului pe baza fostelor teritorii ocupate în răsărit, pe de altă parte. Principalul reprezentant al primului curent de la începutul secolului al XX-lea a fost Roman Dmowski, un adept al mișcării panslave, care era susținătorul definirii granițelor estice pe baza principiului etnografic și pe organizarea rezistenței împotriva unui inamic mai puternic decât Rusia, adică împotriva Germaniei. Cel mai important reprezentant al celui de-al doilea grup a fost Jozef Pilsudski, un socialist născut în gubernia Vilna, regiune anexată de Imperiul Rus în 1795 în timpul celei de-a treia împărțire a Poloniei. Din punct de vedere politic, el visa la restaurarea fostei uniuni polono-lituaniene și crearea unei mari coaliții a statelor amenințate de expansionismul rus (Międzymorze). Profitând de o serie de factori favorabili – prăbușirea Imperiului Rus după Revoluția Rusă din 1917, înfrângerea armatelor ruse de către cele ale Imperiului German și semnarea tratatului de la Brest-Litovsk, declanșarea Războiului Civil Rus – Pilsudski s-a folosit de forța militară într-o încercare de realizarea viziunilor sale politice și a implicat țara în Războiul Polono-Sovietic]].

## Al Doilea Război Mondial
Termenii pactului Molotov-Ribbentrop din august 1939 prevedeau împărțirea Poloniei de-a lungul liniei râurilor San, Vistula și Narew. Noua linie de demarcație era mult mai la vest decât Linia Curzon și oferea Uniunii Sovietice controlul asupra regiunilor Lublin și a celor din imediata vecinătate a Varoșoviei. În septembrie, după înfrângerea de către germani a polonezilor, URSS a anexat teritoriile de la est de Linia Curzon și în plus regiunile Białystok și Galiția Răsăriteană. Teritoriile de la est de această linie au fost incorporate în Belarusia și Ucraina Sovietice. Un mare număr de polonezi și evrei din aceste regiuni au fost deportați în zonele interioare ale Uniunii Sovietice. După declanșarea Operațiunii Barbarossa, aceste teritorii au trecut sub controlul Germaniei Naziste. În timpul ocupației naziste, aproape întreaga populație evreiască din regiune a fost deportată sau ucisă de către naziști.
În 1944, Armata Roșie a recucerit regiunile răsăritene ale Poloniei și i-a alungat pe germani. Sovieticii au declarat mai apoi în mod unilateral o nouă frontieră dintre URSS și Polonia al cărei traseu urmărea în general Linia Curzon. Guvernul polonez în exil de la Londra s-au opus  recunoașterii oficiale a noii frontiere, iar liderii occidentali Roosevelt și Winston Churchill au încercat să îl convingă pe Stalin să se răzgândească, cel puțin în privința orașului Lviv, dar Stalin a rămas ferm pe poziție și a refuzat orice compromis.  În timpul Conferinței de la Ialta, Stalin a întrebat retoric „Vreți să îi spun poporului rus că sunt mai puțin rus decât Lordul Curzon?”. Această ultimă versiune a Linie Curzon a devenit astfel frontiera recunoscută de către Aliații occidentali în iulie 1945.
După prăbușirea Uniunii Sovietice în 1991, Linia Curzon a devenit frontiera răsăriteană a Poloniei cu Lituania, Belarus și Ucraina.

## Compoziția etnică a populației de la est de Linia Curzon

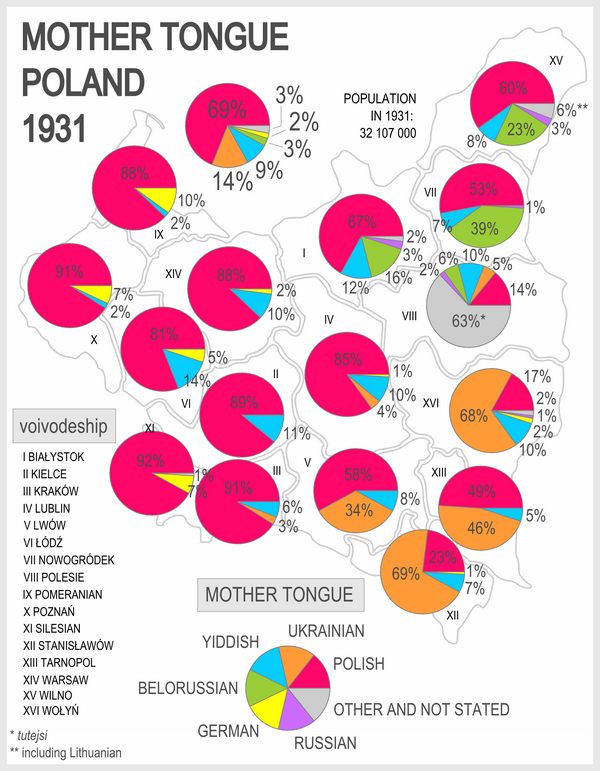
Limba maternă în Polonia interbelică în conformitate cu rezultatele recensământului din 1931

În problema compoziției etnice a acestei regiuni, cifrele diferite funcție de sursă. Într-un articol din 1944, ziarul The Times estima că la este de Linia Curzon locuiau între 2,2 și 2,5 milioane de polonezi. O estimare apropiată (sub 2,5 milioane de polonezi) a fost dată de istoricul E. H. Carr.. Istoricul  Yohanan Cohen a estimat că în teritoriile pe care Polonia le-a cucerit după Pacea de la Riga locuiau aproximativ 12 milioane de oameni, din care 5 milioane de polonezi, 3,5 – 4 milioane de ucraineni, 1,5 milioane de belaruși și 1,3 milioane de evrei.
În timpul celui de al doilea război mondial, politicienii au dat estimări diferite ale numărului de polonezi care locuiau la est de Linia Curzon. Populația poloneză din regiune avea să fie afectată de evacuările, expulzările și colonizările din timpul războiului. Winston Churchill afirma la un moment dat că „3 până la 4 milioane de polonezi sunt la est de Linia Curzon”.. Premierul guvernului polonez în exil, Stanisław Mikołajczyk, afirma că populația poloneză din regiune se ridica la 5 milioane de oameni.
Ucrainenii și polonezii formau cele mai numeroase grupuri etnice din regiune. Ucrainenii și belarușii împreună îi depășeau din punct de vedere numeric pe polonezi în regiunile sudice. Populația urbană era în principal poloneză sau vorbitoare de limbă poloneză (evrei polonizați), în vreme ce regiunile rurale aveau un caracter predominant ucrainean sau belarus.
La începutul secolului al XX-lea, regiunile rurale din Kresy erau locuite în principal de ucraineni și belaruși, în vreme ce orașele, în particular Lviv și Vilnius, aveau o majoritate poloneză. După masivele deportări ale polonezilor din 1939–1941 (vedeți și: Minoritatea poloneză din Uniunea Sovietică) și Holocaustul evreilor, populația poloneză sau a celor vorbitori de limbă poloneză a scăzut în mod considerabil. Orașele Wilno, Lwów, Grodno și alte câteva mai aveau încă o populație importantă poloneză în timpul războiului. După 1945, populația poloneză de la răsărit de noua graniță sovieto-poloneză a avut de ales între emigrare și deznaționalizare.
Cercetări de dată recentă au demonstrat că la est de Linia Curzon au trăit aproximativ 3 milioane de polonezi, dintre care între 2,1 milioane și 2,2 milioane de persoane au murit, au fugit, au emigrat sau au fost colonizați în teritoriile cedate Poloniei de către Germania. În ciuda emigrației și expulzărilor, mai există în Belarus o minoritate poloneză de aproximativ 500.000 de oameni.. Orașe precum Vilnius sau Grodno au în continuare o minoritate poloneză semnificativă ca număr. Satul Sapotskin din Belarus este locuit aproape în totalitate de polonezi.

## Compoziția etnică a populației de la vest de Linia Curzon
La vest de Linia Curzon, populația poloneză forma majoritatea absolută în centrele urbane, dar nu și în zonele rurale. În regiunea orașului Białystok se află un număr mare de sate cu populație de origine belarusă. O situație asemănătoare este întâlnită în jurul orașului Chełm, dar de această dată satele sunt în principal ucrainene. Sate cu populație ucraineană sunt de asemenea întâlnite în extremitatea sudică a Poloniei. Cea mai mare parte a populației ucrainene a fost mutată cu forța în Teritoriile Recuperate din Silezia, Pomerania, regiunea Lubusz, Varmia și Mazuria după încheierea celui de-al Doilea Război Mondial în timpul Operațiunii Vistula.

## Vezi și
- Linia Oder-Neisse
- Linia Molotov
- Evoluția teritorială a Poloniei
- Zakerzonia